# Maud Hansson
Maud Hansson (Stoccolma, 5 dicembre 1937 – 1º ottobre 2020) è stata un'attrice svedese.

## Filmografia parziale
- Il settimo sigillo (Det sjunde inseglet), regia di Ingmar Bergman (1957)
- Il posto delle fragole (Smultronstället), regia di Ingmar Bergman (1957)
- Venetianskan, regia di Ingmar Bergman (1958)
- Emil i Lönneberga, regia di Olle Hellbom (1971)
- Nya hyss av Emil i Lönneberga, regia di Olle Hellbom (1972)
- Emil och griseknoen, regia di Olle Hellbom (1973)